# Abbas II. (Persien)

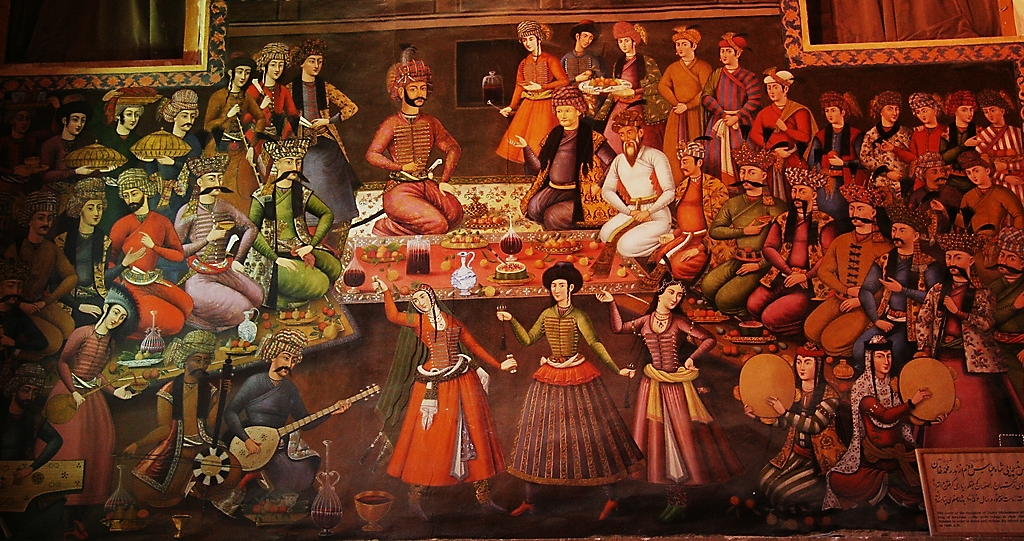
Musik, Tanz, Poesie und Weintrinken am Hofe des persischen Herrschers Schah Abbas II.

Abbas II. (persisch شاه عباس دوم [ʃɑh æˈbbɑːs ɛ dovom]; * 20. Dezember 1633; † 25. September 1666) aus der Dynastie der Safawiden war von Mai 1642 bis Dezember 1666 Schah von Persien. Am 12. Mai 1642 folgte er seinem Vater Safi I. auf den Thron.
Abbas II. gelang es mit Reformen, eine Konsolidierung Persiens einzuleiten, nachdem die Zentralregierung unter seinen Vorgängern immer mehr an Einfluss verloren hatte. Durch seine Reformen wurden die mächtigen Kizilbaschstämme, die eine bedeutende Rolle bei der Gründung des Safawidenreiches spielten, weiter geschwächt und dem direkten Einfluss der Krone unterstellt. Die Grenzen des Landes blieben mehr oder weniger stabil. Er eroberte 1648 Kandahar von den indischen Großmoguln zurück und konnte erfolgreich drei Angriffe der Großmoguln auf die Stadt abwehren. Zudem etablierte er enge Handelsbeziehungen mit den europäischen Seemächten England und der Republik der Sieben Vereinigten Provinzen, den heutigen Niederlanden.
Während seiner Herrschaft wurde im Jahr 1647/48 der Tschehel-Sotun-Palast in Isfahan fertiggestellt und die Moscheen Mesǰed-e Shah (Königsmoschee) und Mesǰed-e Jomʿa (Freitagsmoschee) restauriert. 1654/55 ließ er einen Damm über den Zayandeh Rud errichten. Wie seine Vorgänger war er tolerant gegenüber anderen Religionen, mit einer Ausnahme: Durch ein Dekret verfügte er, dass alle Juden im Land zum Islam konvertieren mussten.